# Ptyodactylus puiseuxi
Espèce
Synonymes
- Ptyodactylus bischoffsheimi Boutan, 1893
- Ptyodactylus montmahoui Boutan, 1893
- Ptyodactylus barroisi Boutan, 1893
- Ptyodactylus lobatus syriacus Peracca, 1894
- Ptyodactylus lobatus sancti-montis Barbour, 1914

Ptyodactylus puiseuxi est une espèce de geckos de la famille des Phyllodactylidae.

## Répartition
Cette espèce se rencontre en Israël, en Syrie, en Jordanie, en Irak et au Liban.

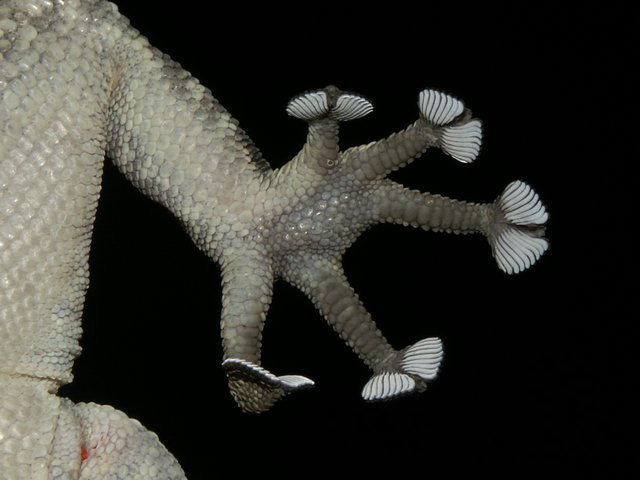

## Étymologie
Cette espèce est nommée en l'honneur de Victor Puiseux.

## Publication originale
- Boutan, 1893 : Mémoire sur les reptiles rapportés de Syrie par le Docteur Théod. Barrois. 1re Partie. Genre Ptyodactyle. Revue Biologique du Nord de la France, vol. 5, no 9, p. 329-384 (texte intégral).